# Bolko IV van Opole
Bolko IV van Opole (circa 1363/1367 - 6 mei 1437) was van 1382 tot 1400 medehertog van Falkenberg en Strehlitz en van 1396 tot 1437 hertog van Opole. Hij behoorde tot de Silezische tak van het huis Piasten.

## Levensloop
Hij was de tweede zoon van hertog Bolko III van Opole en diens echtgenote Anna, vermoedelijk een dochter van Jan I Scholasticus van Auschwitz.
Na het overlijden van zijn vader in 1382 erfden Bolko IV, zijn oudere broer Jan Kropidło en zijn jongere broer Bernard de hertogdommen Strehlitz. Omdat Bolko en Bernard nog minderjarig waren, stonden ze de eerste jaren van hun bewind onder het regentschap van hun oudste broer Jan en hun oom, hertog Wladislaus II van Opole. Kort na het overlijden van hun vader erfden de drie broers ook het hertogdom Falkenberg, nadat hertog Hendrik (een neef van hun vader) kinderloos was gestorven. 
Oorspronkelijk hadden de drie broers een goede verstandhouding met hun oom en in 1383 verkocht Wladislaus hen een deel van zijn domeinen. In 1393 beloofde hun oom dan weer dat ze zijn domeinen mochten erven als ze deel zouden nemen aan een oorlog tegen de Poolse koning Wladislaus II Jagiello. Dit veroorzaakte echter een gewelddadige reactie door het Poolse leger, dat de steden Strehlitz en Opole aanviel. Hierdoor verzuurden de relaties tussen de drie broers en hun oom en op 6 augustus 1396 vielen ze met de steun van Polen het hertogdom Opole binnen, waarna ze hun oom afzetten en de drie broers eveneens hertog van Opole werden. De oudste broer Jan trad vervolgens af als hertog van Strehlitz en Falkenberg, waarna Bolko IV en Bernard als de enige twee hertogen van beide hertogdommen overbleven.
In 1400 beslisten Bolko IV en Bernard om hun gezamenlijke domein onderling te verdelen. Bernard behield de hertogdommen Strehlitz en Falkenberg, terwijl Bolko IV samen met zijn oudere broer Jan Kropidło het hertogdom Opole bleef verder besturen. Om nauwe contacten met zijn leenheer koning Wenceslaus IV van Bohemen op te bouwen, sloot Bolko IV zich op 7 juli 1402 aan bij de confederatie van Silezische staten.
In 1417 kwam het vrij onverwacht tot een erfstrijd om de erfenis van zijn in 1401 overleden oom Wladislaus II. Hertogen Jan I en Hendrik IX van Sagan claimden dat jaar namelijk de erfrechten van hun moeder Catharina van Opole, de dochter van Wladislaus II. Om onbekende redenen gaf het Praagse hof de hertogen van Sagan op 2 augustus 1417 gelijk en werden Bolko IV en zijn broers gedwongen om de domeinen van hun oom aan beide hertogen te geven. Op 1 april 1418 bevestigde koning Wenceslaus IV van Bohemen dit. De onverwachte dood van de koning enkele maanden later en de feit dat de hertogen van Sagan niet in staat waren om de erfrechten van hun moeder door te drukken, zorgden er echter voor dat Bolko IV en zijn broers de erfenis van hun oom konden behouden.
De volgende jaren werkte Bolko IV nauw samen met de nieuwe Boheemse koning Sigismund, die hem in oktober 1421 extra grondgebied beloofde als de hertog van Opole aan zijn zijde zou meevechten tijdens het conflict met de Duitse Orde. Als resultaat van deze samenwerking kregen Bolko en zijn broer Bernard in 1423 op het congres van Bratislava het district Sieradz en delen van Groot-Polen toegewezen. De vrede tussen de Boheemse en de Poolse koning korte tijd later zorgde er echter voor dat de twee broers de gebieden niet aan hun grondgebied kregen toegevoegd.
In 1424 erfden Bolko IV en Bernard de stad Oberglogau na de dood van Euphemia, de weduwe van hun oom Wladislaus II. Eind dat jaar schonk Bolko IV de stad echter aan zijn zoon Bolko V de Hussiet, die van 1422 tot 1424 samen met Bolko IV over het hertogdom Opole had geregeerd na het overlijden van Jan Kropidło.
Op het einde van de jaren 1420 werd Silezië zwaar getroffen door de Hussietenoorlogen. Bolko IV stond aanvankelijk aan de kant van koning Sigismund van Bohemen, maar uit schrik voor plunderingen sloot hij in 1428 samen met zijn broer Bernard vrede met de Hussieten. In september 1435 koos Bolko IV echter opnieuw de zijde van het koninkrijk Bohemen, waarna de Hussieten uit Silezië werden verdreven.
Bolko IV overleed in mei 1437, waarna hij werd bijgezet in het franciscanenklooster van Opole. 

## Huwelijk en nakomelingen
In 1398 huwde Bolko IV met Margaretha van Görz (circa 1375 - 1437). Ze kregen volgende kinderen:
- Bolko V de Hussiet (circa 1400 - 1460), hertog van Oberglogau, Strehlitz en Falkenberg.
- Jan I (circa 1410/1413 - 1439), hertog van Opole
- Margaretha (circa 1412/1414 - 1454), huwde in 1423 met hertog Lodewijk III van Ohlau.
- Hendrik (circa 1420 - 1436)
- Nicolaas I (circa 1424 - 1476), hertog van Opole